# Pherbellia albicarpa
Pherbellia albicarpa är en tvåvingeart som först beskrevs av Camillo Rondani 1868.  Pherbellia albicarpa ingår i släktet Pherbellia och familjen kärrflugor.
Artens utbredningsområde är Italien. Inga underarter finns listade i Catalogue of Life.